# Lajas (Porto Rico)
Lajas é uma municipalidade de Porto Rico. 